# Міжселенна територія Надимського району
Міжселенна територія Нади́мського району (рос. Межселенная территория Надымского района) — муніципальне утворення у складі Надимського району Ямало-Ненецького автономного округу Тюменської області, Росія.
Згідно із законами територія напряму підпорядковується районній владі.
Населення міжселенної території становить 92 особи (2017; 10 у 2010, 283 у 2002).
Станом на 2002 рік існувала Ямбургська сільська рада (селище Ямбург).
Нині на міжселенні території розташоване селище Ямбург.